# Little Dark Age (chanson)
Little Dark Age est une chanson du groupe MGMT.

## Sortie
La chanson sort en octobre 2017. La sortie de la chanson est accompagnée d'un clip, dans lequel sont présents Connan Mockasin, Hiromi Oshima et Kid Ace (en).

## Réception

### Commerciale
| Pays                    | Certification |
| ----------------------- | ------------- |
| France (SNEP)           | Or            |
| Grande-Bretagne (BPI)   | Or            |
| États-Unis (RIAA)       | Platine (x2)  |
| Royaume-Uni (BPI)       | Or            |
| Italie (FIMI)           | Or            |
| Mexique (AMPFV)         | Or            |
| Nouvelle-Zélande (RMNZ) | Platine       |

### Critique
Le journaliste Jeremy Gordon qualifie le clip de « Dada-esque ».

### Politique
La chanson a été utilisée par Rishi Sunak dans une vidéo hommage à l'Armée britannique.
La chanson devient la plus populaire de l'album au cours d'une tendance sur les réseaux sociaux en 2020 et 2021. Il devient « un hymne » pour l'extrême droite,. En 2021, l’Institute for Strategic Dialogue a publié un rapport sur les activités extrémistes sur TikTok. Un des éléments relevés dans le rapport est l’apparente popularité de la chanson Little Dark Age, auprès des néonazis.
En 2024, une version ralentie de la chanson est utilisé dans une vidéo postée sur le compte X de Rishi Sunak.